# 秋田大町ニューシテー
株式会社秋田大町ニューシテー（あきたおおまちニューシテー）は、秋田市大町に本社のある辻兵グループの企業だった。2010年3月31日で解散。

## 概要
秋田ニューシティの運営等を行う企業として、1976年1月に株式会社秋田ニューシテー（あきたニューシテー）として設立。
秋田ニューシティからダイエーが撤退した後に現在の社名に変更。
2010年に入り秋田ニューシティの取り壊しを前提に、系列会社の辻不動産が日本生命保険から秋田ニューシティを買い取った。既に2009年11月までに、辻兵グループと秋田市の公民館機能である「サンパル秋田」を除く全てのテナント契約を打ち切り、辻兵系列企業と「サンパル秋田」の撤退を以て秋田ニューシティを閉鎖し、建物を取り壊した上で施設運営会社である秋田大町ニューシテーを2010年3月31日に解散・清算した。

## 系列会社
- 秋田いすゞ自動車